# 第二雙溪橋
臺鐵第二雙溪橋是位於臺灣新北市雙溪上的一座鐵路橋樑，連接新北市雙溪區雙溪車站與貢寮區貢寮車站，1983年於舊橋原址及下游側重建新橋。

## 沿革與設計

### 第一代橋
宜蘭線鐵路於1917年動工興建，工程分別從路線的南（蘇澳）、北（八堵）兩端向中間施築。1920年12月10日南段已通車至大里車站，而北段則於1923年10月21日延伸到雙溪車站，中間只剩雙溪＝大里段未完工，該段鐵路雙溪＝貢寮間跨越雙溪之處由臺灣總督府鐵道部分別架設單線的「第一雙溪橋」、「第二雙溪橋」，住吉組承包，1924年5月竣工，並在同年12月1日隨宜蘭線全線通車營運而啟用。
第一代第二雙溪橋為3孔鋼鈑梁橋，每孔跨度19公尺，橋台與橋墩推測以水泥磚（混凝土磚）構築。
1980年7月1日起至1986年1月9日止，臺鐵局進行宜蘭線鐵路擴建工程時，將第一代第二雙溪橋改建為3孔上承式預力混凝土梁橋，於1983年竣工，隔（1984）年7月1日雙溪＝貢寮＝福隆段雙軌化完工營運。

### 第二代橋
宜蘭線鐵路通車營運50餘年後，原有單線鐵路承載量達到飽和邊緣，且為了配合1979年北迴線即將全線通車營運需求，臺灣鐵路管理局提出宜蘭線鐵路擴建工程計劃，實施全線雙軌化工程（已完成雙線路段者除外），其中雙溪＝貢寮間的第二代新橋建於第一代橋下游側（南側），於1983年完工，次（1984）年7月1日雙溪＝貢寮＝福隆段雙軌化通車。
第二代第二雙溪橋與重建後的第一代橋相同，也是3孔上承式預力混凝土梁橋，做西正線（上行線）使用。
第二代橋1984年通車後使用至2025年6月14日夜，配合鐵路行車安全改善六年計畫-第一、二雙溪橋改建工程之新線橋梁（第三代橋西正線）通車，於14日夜跨15日晨進行軌道切換，自2025年6月15日日起北上列車行駛第三代橋，第二代橋停用。

### 電氣化
宜蘭線電氣化工程自1991年7月1日開工。2000年5月2日，包含第二雙溪橋在內的八堵～羅東間率先完工，5月3日正式通車，該工程包括更換每公尺50公斤鋼軌及預力混凝土枕木。

## 改建計畫（第三代橋）
由於本橋梁位於雙溪河入海前的洪泛平原，近年來因氣候變遷影響，每逢颱風豪雨洪汛期間，常發生洪水災害，導致鐵路中斷，尤其2001年納莉颱風及2004年納坦颱風過境期間，曾發生洪水漫過軌道，路基遭掏空流失，導致宜蘭線鐵路嚴重中斷損壞，列車停駛，造成營運巨大損失。
因此，考量雙溪流域排洪，臺鐵局推動「易淹水地區治理計畫」並改善強化鐵路橋梁結構，以符合最新耐震規定，辦理「鐵路行車安全改善計畫-第一、二雙溪橋改建工程」，將本橋（第二雙溪橋）及其上行方向（西側）鄰近的「第一雙溪橋」合併延建與加高。
新橋建造於本橋的南側旁，總長約1,396公尺，梁底提高2.57～1.72公尺，跨河段改為箱型梁橋，並消除1處曲線，改善2處小半徑曲線。新橋西正線部分，於2025年6月14日夜跨15日晨切換，自6月15日起，北上列車行駛第三代橋西正線，第二代橋停用。

## 橋梁週邊
- 內厝
- 保民殿（仙公廟）